# Kevin Grubb

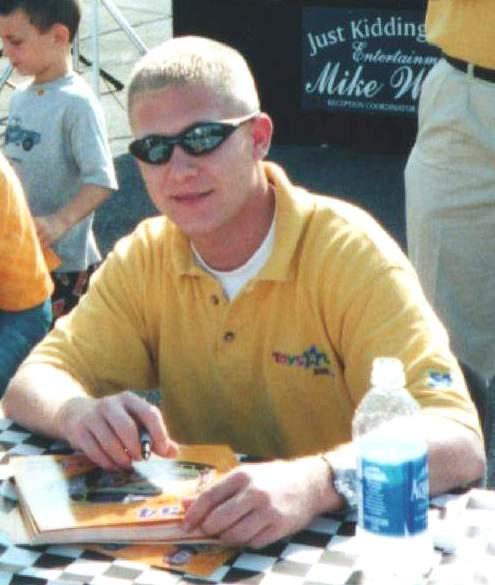
Kevin Grubb (etwa 2002)

Kevin Grubb (* 19. April 1978 in Mechanicsville, Virginia; † 6. Mai 2009 in Richmond, Virginia) war ein US-amerikanischer Autorennfahrer, der in der NASCAR aktiv war. Sein älterer Bruder Wayne Grubb war ebenfalls NASCAR-Rennfahrer.

## Karriere

### Sprint Cup
Grubbs einziger Versuch, an einem Rennen im Sprint Cup teilzunehmen, war beim Pontiac Excitement 400 auf dem Richmond International Raceway in der Saison 2002. Dabei fuhr der den Chevrolet mit der Startnummer 54 für Team Bristol Motorsports, konnte sich jedoch nicht für das Rennen qualifizieren, da er sich in der zweiten Qualifyingrunde drehte und der Rennwagen wegen fehlender Owner’s Points nicht automatisch für das Rennen qualifiziert war. Die darauffolgende Saison 2003 war eigentlich als Rookie-Saison für Grubb geplant, allerdings wurden die Pläne wieder verworfen.

### Nationwide Series
Grubbs Karriere in der zu jener Zeit als Busch Series bezeichneten Nationwide Series begann in der Saison 1997 mit vier Starts für Grubb Motorsports. Er debütierte im Chevrolet mit der Startnummer 82 und einem 38. Platz auf dem New Hampshire International Speedway als Folge eines Unfalls. Auch die beiden weiteren Rennen musste er nach Unfällen beenden. In seinem vierten und letzten Rennen der Saison belegte er Platz 21 auf dem Dover International Speedway. In der Folgesaison bestritt er 16 Rennen in der Busch Series ebenfalls für Grubb Motorsports. Er erzielte einige gute Platzierungen mit einem zweiten Platz auf dem Dover International Speedway, den er nach seiner ersten Pole-Position herausgefahren hatte, als bestes Ergebnis.
Nach dieser erfolgreichen Saison bekam Grubb das Angebot, ab der Saison 1999 für Brewco Motorsports zu fahren. Er nahm das Angebot an und fuhr für das Team bis zum Ende der Saison 2001. In diesen drei Jahren erzielte Grubb 18 Top-Ten-Platzierungen. Zur Saison 2002 wechselte er in das Team Bristol Motorsports. Aufgrund vieler Ausfälle und technischer Defekte wurde Grubb nach nur einer Saison entlassen. Für die Saison 2003 fuhr er  einzelne ausgewählte Rennen für Carroll Motorsports. Wie schon in der Saison zuvor war Grubb das Opfer mehrerer technischer Probleme und unverschuldeter Unfälle, so dass er wiederum nach nur einer Saison das Team wechseln musste. Für die Saison 2004 stand er für einige Rennen beim Team Rensi Motorsports unter Vertrag, fiel aber im März bei einem Dopingtest durch und wurde daraufhin von der NASCAR gesperrt.
Im Juni 2006 wurde die Sperre aufgehoben und er bestritt fünf Rennen in der Startnummer 56 für Mac Hill Motorsports, bevor er am 11. September 2006 auf unbegrenzte Zeit von der NASCAR gesperrt wurde.

### Camping World Truck Series
Grubbs Karriere in der Truck Series begann in der Saison 1996, als er für Grubb Motorsports zwei Rennen im Chevrolet mit der Startnummer 55 absolvierte. Gleich in seinem ersten Rennen belegte er den 18. Platz, nachdem er von Startposition 8 gestartet war. Sein zweites Rennen war durch einen Unfall bedingt bereits nach 48 Runden zu Ende. In der darauffolgenden Saison 1997 absolvierte er einen weiteren Start auf dem Nazareth Speedway, das er auf Platz 13 beendete.
Im August 2006 übernahm Grubb das Steuer des Trucks mit der Startnummer 15 für Billy Ballew Motorsports, nachdem Kyle Krisiloff wegen eines Streits das Team verlassen hatte. Dieses Engagement sollte in seiner endgültigen Suspendierung im September 2006 enden.

## Doping
Die Richtlinien der NASCAR sehen vor, dass bei einem begründeten Verdacht überall und zu jederzeit Dopingtests angeordnet werden können. Bereits im März 2004 wurde Grubb positiv auf Dopingmittel getestet und war bis Juni 2006 suspendiert. NASCAR hob die Suspendierung nur unter der Bedingung auf, ihn zufälligen und zuvor nicht angekündigten Dopingtests zu unterziehen – eine Bedingung, die Grubb akzeptierte. Im sechsten Rennen nach Aufhebung der Suspendierung am 11. September 2006 auf dem Richmond International Raceway weigerte er sich, sich einem Dopingtest nach einem Unfall in der zweiten Rennrunde zu unterziehen.
Am darauffolgenden Tag behauptete Grubb, er habe den Test nicht machen können, weil er wegen einer Gehirnerschütterung, die er bei dem Unfall erlitten habe, verwirrt gewesen sei. Gleichzeitig bot er an, sich einem Dopingtest zu unterziehen. Direkt nach dem Unfall war Grubb in der streckeneigenen Krankenstation untersucht und als gesund entlassen worden, am darauffolgenden Tag wurde im örtlichen Krankenhaus eine Gehirnerschütterung diagnostiziert. Weiterhin gab Grubb an, er könne sich nicht daran erinnern, den Dopingtest verweigert zu haben.

## Tod
Kevin Grubb wurde am 6. Mai 2009 um 11:30 Uhr Ortszeit in einem Motel nahe Richmond tot aufgefunden. Todesursache war ein selbstverursachter Kopfschuss, der als geplante Selbsttötung verstanden wird.